# 조재영 (야구인)
조재영(曺宰榮, 1980년 3월 15일 ~ )은 전 KBO 리그 LG 트윈스의 내야수이자, KBO 리그 KIA 타이거즈의 주루코치이다.

## 선수 시절

### LG 트윈스시절
1999년에 입단하였고, 2002년에 은퇴했다. 통산 14경기에 출전해 타율 0.250, 1안타, 1타점을 기록했다.

## 야구선수 은퇴 후
2014년에 신일고등학교 야구부에서 수비 인스트럭터로 활동하다가 2015년부터 넥센 히어로즈 육성팀 내야수비코치로 활동했다. 2017년부터는 작전 및 3루주루코치로 활동했다.

## 출신 학교
- 서울미성초등학교
- 서울 신일중학교
- 신일고등학교